# 오늘도 평화로운
"오늘도 평화로운"은 2019년에 개봉한 대한민국의 영화이다.

## 캐스팅
- 손이용 : 영준 역
- 민지혁 : 쿨럭쿨럭 역
- 박지나 : 지나 역
- 감승민 : 박병춘 역
- 서현민 : 꼬마 역
- 이해인 : 임청하 역
- 이지혜 : 탕빙빙 역
- 조근직 : 탕수육 역
- 위지웅 : 이소룡 역
- 오창경 : 킬러 역
- 박근수 : 조선족 브로커 역
- 이승연 : 조직원 1 역
- 신예주 : 사기꾼 선배 1 역
- 김종원 : 좀약 사기꾼 역
- 이지규 : 맥북 거지 역
- 정광우 : 경찰 2 역
- 김민경 : 모자 장수 역
- 변동욱 : 셀카 대학생 역
- 권오상 : 짜장면 배달원 / 도시락 배달원 / 모자 사는 사람 역
- 공자관 : 작업장 소장 역 (특별출연)

## 같이 보기
- 2019년 대한민국의 영화 목록